# یواس‌اس مرسی (ای‌اچ-۸)
یواس‌اس مرسی (ای‌اچ-۸) (به انگلیسی: USS Mercy (AH-8)) یک کشتی بود که طول آن ۴۱۶ فوت (۱۲۷ متر) بود. این کشتی در سال ۱۹۴۳ ساخته شد.